# ファビアン・シェア
ファビアン・ルーカス・シェア（Fabian Lukas Schär, 1991年12月20日 - ）は、スイス・ザンクト・ガレン州ヴィル出身のサッカー選手。スイス代表。プレミアリーグ・ニューカッスル・ユナイテッドFC所属。ポジションはDF。

## 経歴

### クラブ
1999年からFCヴィル1900のユースチームでキャリアをスタートさせし、2009年にトップチーム昇格した。2012年7月4日、FCバーゼルに3年契約で移籍した。同シーズンのバーゼルではリーグ優勝も経験した。
2015年6月4日、TSG1899ホッフェンハイムへ4年契約での移籍が決定した。
2017年7月21日、デポルティーボ・ラ・コルーニャと4年契約を結んだ。ラ・リーガ初挑戦となったが、8月20日のレアル・マドリード戦で先発出場。さらにリーグ戦では2得点を挙げたがチームは降格した。
2018年7月26日、ニューカッスル・ユナイテッドFCに移籍した。契約期間は3年間で、背番号は5番。ラファエル・ベニテスの信頼を掴み、11節以降はリーグ戦では5バックを敷くチームのDFラインのひとりになった。安定したパフォーマンスに終始し、シーズン終了後には地元紙の採点で10点満点をもらうなど高評価を受けた。

### 代表
スイス代表として各年代でプレーし、ロンドンオリンピックに出場した。2013年8月14日、親善試合のブラジル代表戦でA代表デビューを果たした。9月6日、アイスランド代表戦で初ゴールを記録。
2019年3月、EURO2020予選のジョージア戦では、相手選手との競り合いで頭部同士が交錯してグラウンドに倒れこんだが、治療を受けた後にプレーを再開した。グラウンドに倒れこんだ際に、意識を失っており、脳震盪と見られる症状だったがプレーを再開したことについて、FIFAの医療部門はスイス代表の対応を批判した。
2021年、シャーはUEFA EURO 2020のスイス代表メンバーとして参加しました。 2022年11月、彼はカタールで開催された2022 FIFAワールドカップのスイス代表に選ばれました。 2024年6月7日、シャーはUEFA EURO 2024のスイス代表メンバーに選出されました。 2024年8月26日月曜日、シャーは国際大会からの引退を発表しました。

## 代表歴

### 出場大会
- U-23スイス代表

2012年 - ロンドンオリンピック (グループステージ敗退)
- スイス代表

2014年 - 2014 FIFAワールドカップ (ベスト16)
2016年 - UEFA EURO 2016 (ベスト16)
2018年 - 2018 FIFAワールドカップ (ベスト16)
2021年 - UEFA EURO 2020 (ベスト8)
2022年 - 2022 FIFAワールドカップ (ベスト16)
2024年 - UEFA EURO 2024 (ベスト8）

### 試合数
- 国際Aマッチ 78試合 8得点（2013年 - ）[17]

| スイス代表 | 国際Aマッチ | 国際Aマッチ |
| 年         | 出場        | 得点        |
| ---------- | ----------- | ----------- |
| 2013       | 5           | 3           |
| 2014       | 5           | 1           |
| 2015       | 7           | 1           |
| 2016       | 11          | 2           |
| 2017       | 7           | 0           |
| 2018       | 12          | 0           |
| 2019       | 7           | 1           |
| 2020       | 4           | 0           |
| 2021       | 11          | 0           |
| 2022       | 6           | 0           |
| 2023       | 3           | 0           |
| 2024       |             |             |
| 通算       | 78          | 8           |

### 得点
| # | 開催日         | 開催地                                       | 対戦国       | スコア | 結果 | 大会                          |
| - | -------------- | -------------------------------------------- | ------------ | ------ | ---- | ----------------------------- |
| 1 | 2013年9月6日   | ベルン、スタッド・ドゥ・スイス               | アイスランド | 2-1    | 4-4  | 2014 FIFAワールドカップ・予選 |
| 2 | 2013年9月10日  | オスロ、ウレヴォール・スタディオン           | ノルウェー   | 0-1    | 0-2  | 2014 FIFAワールドカップ・予選 |
| 3 | 2013年9月10日  | オスロ、ウレヴォール・スタディオン           | ノルウェー   | 0-2    | 0-2  | 2014 FIFAワールドカップ・予選 |
| 4 | 2014年11月15日 | ザンクト・ガレン、AFGアレーナ                | リトアニア   | 2-0    | 4-0  | UEFA EURO 2016予選            |
| 5 | 2015年3月27日  | ルツェルン、スイスポルアレーナ               | エストニア   | 1-0    | 3-0  | UEFA EURO 2016予選            |
| 6 | 2016年6月11日  | ランス、スタッド・フェリックス・ボラール     | アルバニア   | 1-0    | 1-0  | UEFA EURO 2016                |
| 7 | 2016年10月10日 | アンドラ・ラ・ベリャ、エスタディ・ナシオナル | アンドラ     | 0-1    | 1-2  | 2018 FIFAワールドカップ・予選 |
| 8 | 2019年9月5日   | ダブリン、アビバ・スタジアム                 | アイルランド | 0-1    | 1-1  | UEFA EURO 2020予選            |

## タイトル
クラブ
FCバーゼル
- スーパーリーグ 2012–13, 2013-14, 2014-15